# اندرو لارنس (هنرپیشه)
اندرو لارنس (انگلیسی: Andrew Lawrence؛ زادهٔ ۱۲ ژانویهٔ ۱۹۸۸) یک هنرپیشه اهل ایالات متحده آمریکا است.
از فیلم‌ها یا برنامه‌های تلویزیونی که وی در آن نقش داشته است می‌توان به بین اشاره کرد.